# Marcel De Smedt
Marcel De Smedt (Lede, 21 februari 1948) is een Belgisch hoogleraar en literatuurkenner, met een bijzondere belangstelling voor de negentiende- en twintigste-eeuwse Nederlandse literatuur en voor het leven en werk van Stijn Streuvels. 

## Levensloop
Marcel De Smedt promoveerde tot licentiaat Germaanse filologie aan de Katholieke Universiteit Leuven en in 1977 tot doctor in de wijsbegeerte en letteren op een proefschrift over De literair-historische activiteit van Jan Frans Willems (1793-1846) en Ferdinand Augustijn Snellaert (1809-1872). 
In 1973 werd hij aan de KU Leuven bibliothecaris van de faculteit Letteren en kort erna docent, later hoogleraar en gewoon hoogleraar. Hij doceerde zowel in Leuven als in de Kortrijkse afdeling Kulak de vakken 'Editiewetenschap' en 'Heuristiek'. Hij werd in 2017 emeritus gewoon hoogleraar.
Hij heeft zijn wetenschappelijk werk geconcentreerd op de literair-historische studie van de 19de eeuw in Vlaanderen, en op de teksteditie. Hij heeft zich toegespitst op de studie van het oeuvre van Stijn Streuvels. Hij publiceerde heel wat artikels op deze terreinen, ook in buitenlandse tijdschriften.
Marcel De Smedt is voorzitter van het Stijn Streuvelsgenootschap en van het F.A. Snellaertcomité. In 2010 werd hij verkozen tot lid van de Koninklijke Academie voor Nederlandse Taal en Letteren en was er voorzitter van voor het jaar 2014.

## Publicaties
Marcel De Smedt heeft een groot deel van zijn geschriften gewijd aan de persoon en het oeuvre van Stijn Streuvels, vooral in functie van zijn redacteurschap van talrijke jaarboeken gepubliceerd door het Stijn Streuvelsgenootschap.
- De literair-historische activiteit van Jan Frans Willems (1793-1846) en Ferdinand Augustijn Snellaert (1809-1872). Gent, KANT, 1984.
- Streuvels' vervolg op Lente, in: Een tweede eeuw?, Tielt, 1995.
- Uit de ontstaansgeschiedenis van De teleurgang van den Waterhoek, in: De vos en het Lijsternest, Tielt, Lannoo, 1996.
- Emblems in an eighteenth-century Flemish manuscript, in: The emblem tradition and the Low Countries. Selected papers of the Leuven international emblem conference 18-23 August 1996, Turnhout, Brepols, 1999.
- Uit de brieven van Stijn Streuvels aan André De Ridder, in: Vrienden en wapenbroeders, Tielt,  2000.
- Die grosse Brücke: aus der Entstehungsgeschichte eines Romans des flämischen Autors Stijn Streuvels (1871-1969), in: Edition und Übersetzung: zur wissenschaftlichen Dokumentation des interkulturellen Texttransfers, Tübingen, Niemeyer, 2002.
- Door Streuvels' ogen bekeken, in: Streuvels en zijn biografen, Tielt, 2002.
- Demedts over Streuvels, in: Streuvels en zijn biografen, Tielt, 2002.
- Alma met de vlassen haren, in: Ik was een versnoekte kwâjongen in mijn tijd ..., Tielt, Lannoo, 2002.
- De elektronische editie van Streuvels' De teleurgang van den Waterhoek in internationaal perspectief, in: Literatuur en nieuwe media, Antwerpen: Vlaamse vereniging voor algemene en vergelijkende literatuurwetenschap, 2002.
- Taalkundige en literaire modellen in de Académie Royale, in: Littératures en Belgique: diversités culturelles et dynamiques littéraires, 2004.
- F. A. Snellaert als boekenverzamelaar: uit de briefwisseling met J. J. Nieuwenhuyzen, in: Letters in de boeken: liber amicorum Ludo Simons, Kapellen, Pelckmans, 2004.
- Bly-eynend spel van de minder-jarige Heylige Theresia en haren jongsten broeder Henrico Bouvaert, Godefridus, Facultés universitaires Saint-Louis, Brussel, 2004.
- Hoe zal het probleem van het ruimtetekort opgevangen worden?, in: Van binnenuit: opstellen, mijmeringen en getuigenissen naar aanleiding van het afscheid van Luc Cooreman als campusbibliothecaris Geneeskunde K.U.Leuven, Leuven, Acco, 2005.
- De Duitse vertaling van Prutske, in: Op den drempel der wereld-halle: over Prutske van Stijn Streuvels, Tielt, Lannoo, 2005.
- De Duitse vertaling van Prutske, in: Op den drempel der wereld-halle: over Prutske van Stijn Streuvels, Tielt, Lannoo, 2005.
- Van Mies tot Laarmans: uit de ontstaansgeschiedenis van Elsschots Lijmen, in: Achter de schermen: nieuwsbrief van het Willem Elsschot Senootschap, 2006.
- De genese van 'Kaas' van Willem Elsschot, Koninklijke Zuidnederlandse maatschappij voor taal- en letterkunde en geschiedenis, 2006.
- De eerste Duitse vertaling van De vlaschaard, in: Wie heet er u te slijten? Over De vlaschaard van Stijn Streuvels, Tielt, Lannoo, 2007.
- Briefwisseling Gilliams en De Bom, in: Spiegel der Letteren, 2007.
- Wie heet er u te slijten? Over De vlaschaard van Stijn Streuvels, Tielt, Lannoo, 2007.
- Filip De Pillecyn over Stijn Streuvels, in: Filip de Pillecyn Studies, 2009.
- Het schrijfatelier van de auteur, in: Verslagen en Mededelingen van de Koninklijke Academie voor Nederlandse Taal- en Letterkunde, 2009.
- Een kladbewaarder: Herman Teirlinck: het gevecht met de engel, in: Vechten met de engel: herschrijven in de Nederlandstalige literatuur, Antwerpen, 2009.
- Voor altijd onder de ogen: Streuvels en de beeldende kunsten, Tielt, 2009.
- Julius De Geyter (1830-1905) en zijn Keizer-Karel en het Rijk der Nederlanden, in: Verslagen en Mededelingen van de Koninklijke Academie voor Nederlandse Taal- en Letterkunde, 2010.
- Philologische Kontakte zwischen Deutschland und Flandern in der ersten Hälfte des 19. Jahrhunderts, in: Deutschlandbilder in Belgien 1830-1940, Münster, Waxmann, 2011.
- Uit de briefwisseling Stijn Streuvels - Ernest Claes, in: Stijn Streuvels en Heule: een boek 'voor mijn plezier', Kortrijk, 2011.
- De briefwisseling Stijn Streuvels (1871-1969) - Ernest Claes (1885-1968) Leuven, Davidsfonds, 2013.
- "Die moorderij op groote schaal": Stijn Streuvels' dagboek In Oorlogstijd, in: Verslagen en Mededelingen van de Koninklijke Academie voor Nederlandse Taal- en Letterkunde, 2014.
- Bij de publicatie van de briefwisseling Stijn Streuvels - Ernest Claes, in: Stjn Streuvels als vertaler: 'taal- en stijlgymnastiek, Tielt, Lannoo, 2014.
- In oorlogstijd: uit het dagboek van Stijn Streuvels. Deel I 1914, Tielt, Lannoo, 2015.
- Gedurig op den uitkijk: Stijn Streuvels en De Groote Oorlog, Kortrijk, Stijn Streuvelsgenootschap, 2015.
- De receptie van Streuvels' dagboek In oorlogstijd, in: Gedurig op den uitkijk: Stijn Streuvels en De Groote Oorlog Kortrijk, Stijn Streuvelsgenootschap, 2015.
- De vlaschaard' (1907), een troebele bron van kennis, in: Uitgelezen werk. Stijn Streuvels na vijftig jaar, Kortrijk, Stijn Streuvelsgenootschap, 2019.
- Een reus tussen de reuzen, in: Stijn Streuvels 150 jaar. Een internationale auteur met universele thema's, Kortrijk, 2022.